# Isochrone
Isochrone (griech.: ἴσο iso = gleich + χρόνος chronos = Zeit) sind Linien gleicher Zeit oder gleichen Eintritts eines Ereignisses. Isochronen werden auf Erreichbarkeitskarten dargestellt.

## Anwendungsbeispiele
Als Isochrone bezeichnet man

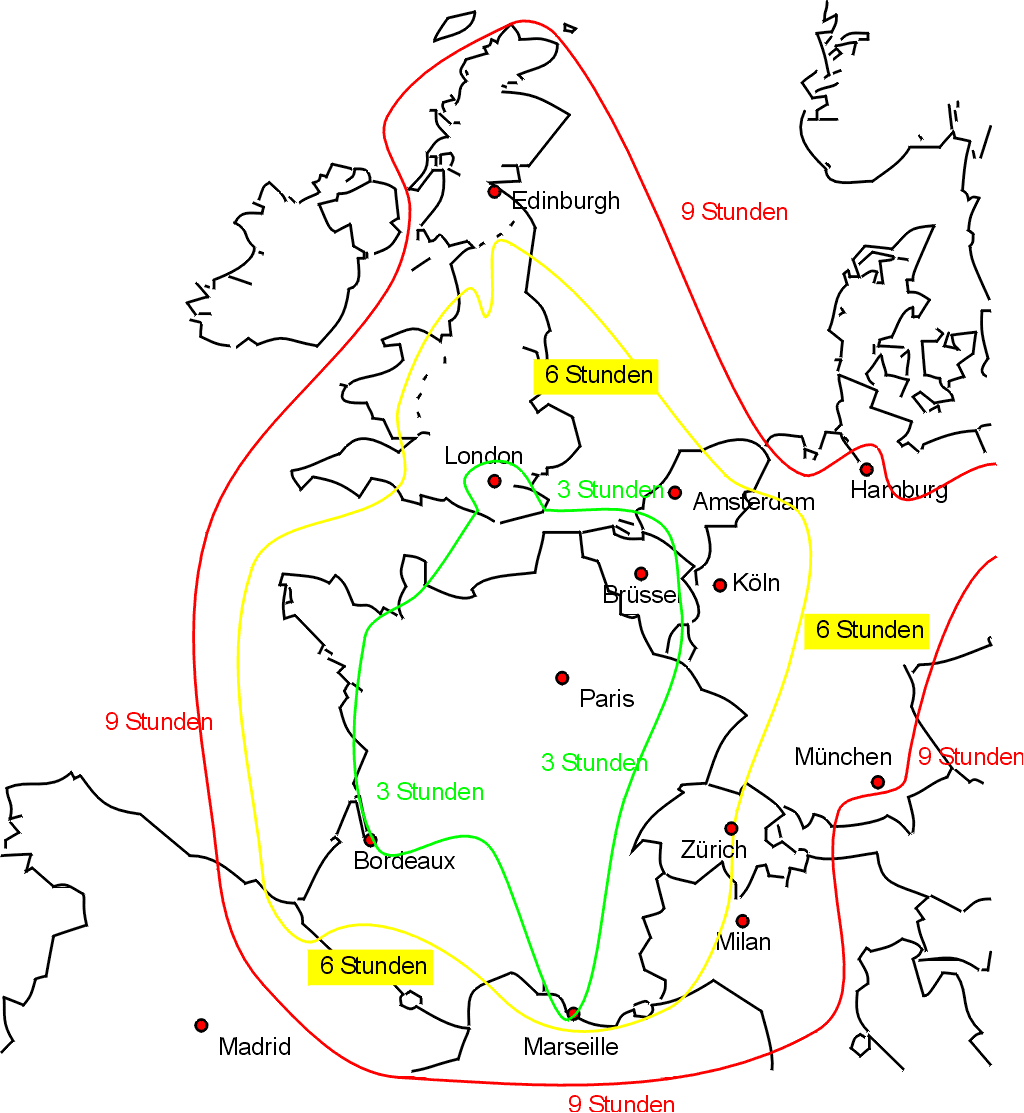
Eine Erreichbarkeitskarte die alle Orte, die 2006 von Paris aus in 3, 6 oder 9 Stunden mit dem Zug erreichbar waren, darstellt

- in der Geophysik die Verbindungslinien aller Punkte, an denen ein Ereignis (z. B. Erdbebenwelle, Flutwelle) gleichzeitig messbar ist.
- in der Verkehrsgeographie die Verbindungslinien aller Orte, die von einem Ausgangspunkt aus in derselben Zeit zu erreichen sind.
- zur Planung der Hilfsfristen von Rettungsdiensten und Feuerwehren.
- in der Werkstoffmechanik die Linien gleicher Belastungsdauer in der grafischen Darstellung der Ergebnisse aus Zeitstandversuchen.

## Abgrenzung zu ähnlichen Begriffen
- Das Adjektiv isochron beschreibt in der Technik periodische Vorgänge gleicher Dauer, also konstanter Frequenz; (siehe auch: synchron)
- Bei Uhren bezeichnet man die Gleichförmigkeit von Schwingungen als Isochronismus, also ihre konstante, von äußeren Störeinflüssen unabhängige Frequenz.